# 園部竜太
園部 竜太(そのべ　りゅうた、1968年3月14日～)は日本の照明デザイナー。

## 経歴
- 大阪府出身。1990年に京都芸術短期大学（現・京都造形大学）を卒業後、1990年から2002まで、小泉産業株式会社（現・コイズミ照明株式会社）に勤務する。
- 2002年から、ソノベデザインオフィスを設立し、現在に至る。